# Trudovoi (Moldavànskoie)
|  | Per a altres significats, vegeu «Trudovoi». |

Trudovoi - Трудовой (rus) - és un khútor del krai de Krasnodar, a Rússia. Es troba als vessants septentrionals del Caucas occidental, a la capçalera del riu Psif, a 19 km al nord-oest de Krimsk i a 99 km a l'oest de Krasnodar, la capital.
Pertany al municipi de Moldavànskoie.